# Maria Lazarou
Maria Lazarou (30 de setembro de 1972) é uma ex-futebolista grega que atuava como meia.

## Carreira
Maria Lazarou representou a Seleção Grega de Futebol Feminino, nas Olimpíadas de 2004. 